# Афидн
Афи́дн (др.-греч. Ἄφιδνος) — персонаж древнегреческой мифологии, афинский герой, царь Афидн (городка в Аттике). Тесей, похитив Елену Прекрасную, привёз её в Афидну и поручил Афидну охранять её.
Согласно одной версии, когда Диоскуры вторглись в Аттику, Афидн в бою ранил Кастора в правое бедро (либо правое плечо), согласно другой, усыновил обоих Диоскуров, чтобы они могли быть посвящены в мистерии.